# Master (jogo de tabuleiro)
Lançado pela Grow em 1982, Master foi o primeiro jogo de Trivia lançado no Brasil. Nele, ao invés de jogar um dado ou tirar uma carta para se movimentar pelo tabuleiro, era necessário que os jogadores respondessem a perguntas, a essência dos jogos de Trivia, para que andassem com suas fichas, chegando à vitória o que acertasse o maior número de respostas. Seu tabuleiro tinha uma casa central de chegada, rodeada por um círculo dividido em nove partes, que por sua vez era ladeado por 36 casas, agrupadas de quatro em quatro. Completavam o jogo nove fichas coloridas, com as quais os jogadores se movimentariam pelo tabuleiro, uma ficha preta, um bloco para anotação de pontos, 55 "cartas de assunto", e 605 cartelas, cada uma com nove perguntas e respostas, para um total de 5.445 perguntas diferentes. Essa fixação pelo número nove não era por acaso, já que as perguntas estavam divididas em nove categorias diferentes: Geografia, História Natural, Variedades, Artes, Cotidiano, Ciências, Entretenimento, Esportes e História.
O Master original, que posteriormente seria conhecido como Primeira Edição, trazia quatro formas diferentes de jogar, embora todas elas tivessem um componente em comum: as cartelas com as perguntas e respostas ficavam em um monte sobre a mesa, sendo que cada jogador deveria tirar a de cima e perguntar para o jogador à sua esquerda, colocando a carta no final do monte e passando sua vez para ele na jogada seguinte, tivesse ele acertado ou não. Na primeira, a única que usava o tabuleiro, mais tradicional, e mais jogada por mim e por meus amigos, cada jogador deveria reponder corretamente a quatro perguntas sobre um mesmo assunto - sorteado ou escolhido de comum acordo - andando pelas quatro casas iniciais deste assunto a cada resposta certa, até entrar no círculo central, quando deveria responder corretamente a nove perguntas, uma de cada assunto, mais uma vez andando, em sentido horário, quando acertasse a resposta, sendo vencedor quando desse uma volta completa no círculo, respondendo corretamente a mais uma pergunta do assunto que iniciou respondendo. Uma regra opcional que nós nunca usamos permitia que os jogadores pulassem perguntas do círculo central, caso uma ficha estivesse sobre outra - tendo ido parar lá porque dois ou mais jogadores caíram na mesma casa - e o jogador que controlava a ficha "de baixo" acertasse a pergunta, levando as fichas de cima com ele para a casa seguinte. A pergunta final sobre o seu assunto, porém, sempre precisava ser respondida, então, se você, de carona, passasse direto pelo seu assunto, azar o seu, tinha de dar outra volta no círculo central. Outra regra opcional que não era muito popular entre nós permitia que cada jogador jogasse com dois ou mais assuntos, caso o número de jogadores fosse quatro ou menos. Curiosamente, uma regra que não estava no manual, mas nós sempre usávamos, era a da "Pergunta Master", uma pergunta final de assunto escolhido pelo jogador que estava perguntando, e que precisava ser respondida corretamente para ganhar o jogo. Evidentemente, nós sempre escolhíamos a pergunta mais difícil da cartela para essa ocasião.
A segunda forma de jogar não utilizava o tabuleiro, mas o bloco. Nele eram anotados os nomes dos jogadores, e qual seria a ordem dos assuntos perguntados. Começando pelo primeiro assunto, um jogador pegava uma cartela do topo do monte e perguntava ao jogador da sua esquerda, que, se acertasse, ganharia dois pontos, que eram marcados no bloco. Se ele errasse, fazia a mesma pergunta ao jogador de sua esquerda, que, se acertasse, ganharia 1 ponto, e, se errasse, perguntaria ao seguinte, até alguém acertar e ganhar 1 ponto, ou até a pergunta dar uma volta na mesa, quando a resposta seria revelada e a carta colocada no fim do monte. Aí o jogador seguinte ao que começou perguntando perguntaria ao da sua esquerda, e assim por diante, com o assunto sendo trocado sempre que a vez de perguntar valendo 2 pontos voltasse ao jogador que começou o jogo, e sendo declarado vencedor o jogador que tivesse mais pontos ao final das nove rodadas.
Na terceira forma de jogar, após anotar os nomes dos jogadores no bloco e definir quantos assuntos deveriam ser corretamente respondidos para se ganhar o jogo, as 55 cartas de assunto eram embaralhadas, e quatro delas eram distribuídas para cada jogador. A cada rodada, o jogador escolheria sobre qual assunto iria responder, estando limitado aos listados nas cartas de assunto, que podiam trazer um só, uma escolha entre dois (Geografia ou História, por exemplo), ou até mesmo a opção "Qualquer Categoria", que permitia uma escolha livre. Acertando ou errando a resposta, o jogador descartava uma de suas cartas de assunto que tinha aquele assunto sobre o qual respondeu e pegava outra. Caso acertasse a resposta, era marcado um X no assunto correspondente, sagrando-se vencedor o jogador que conseguisse acertar primeiro a quantidade de assuntos acordada no início do jogo.
A quarta forma de jogar era a mais complicada, e envolvia apenas as fichas coloridas e as cartelas de perguntas. Todas as fichas eram colocadas no centro da mesa, e o jogador que começava perguntando escolhia um assunto qualquer. Caso o jogador à sua esquerda acertasse a resposta, ganharia a ficha correspondente àquele assunto, sendo decretado campeão quem conseguisse quatro fichas primeiro. Parece fácil, mas havia alguns complicadores: em primeiro lugar, evidentemente, só era possível escolher os assuntos cujas fichas ainda estivessem sobre a mesa, ou seja, se eu acertei a pergunta de Geografia e ganhei a ficha, não poderia perguntar sobre Geografia para o jogador à minha esquerda. Em segundo lugar, se um jogador que já tivesse fichas respondesse a uma pergunta de forma errada, perdia todas as suas fichas, que eram devolvidas para o centro da mesa, ou seja, você tinha de acertar quatro perguntas seguidas para ganhar. Em terceiro lugar, se todas as fichas do centro da mesa tivessem sido distribuídas, e chegasse a vez de um jogador sem nenhuma ficha responder, este era eliminado do jogo - se ele tivesse fichas, o perguntador escolheria um dos temas de suas fichas, e ele continuaria no jogo se acertasse, tendo de devolver as fichas, porém, se errasse. Esta forma de jogar também usava a ficha preta, que ficava com o jogador que respondeu corretamente duas perguntas seguidas por último, e lhe dava o direito de escolher qualquer assunto quando chegasse sua vez de responder.
Durante a década de 1980, Master ganharia três novas versões. A primeira foi o Master Júnior, uma versão indicada para jogadores menores de 14 anos, que tinha um curioso tabuleiro dividido em 51 casas hexagonais, onde até seis jogadores se locomoviam com peões ao invés de fichas, devendo responder a perguntas que não somente estavam divididas em seis categorias (Música, Esportes, Divertimentos, Curiosidades, Televisão e Escola), mas também em três níveis de dificuldade. O segundo foi o Master Esportes, com um tabuleiro ainda mais curioso, em forma de estádio, e perguntas de seis assuntos (Copa do Mundo, Olimpíadas, Futebol, Esportes Amadores, Esportes a Motor e Variedades) divididas entre respostas diretas, múltipla escolha e verdadeiro ou falso. Em 1983, foi lançado o Super Master, com 12 mil perguntas divididas em 24 categorias.
Na década de 1990, seria lançado o Master Segunda Edição, que não somente atualizou as "perguntas velhas" e trouxe um tabuleiro mais estiloso, com um desenho em formato de espiral, mas também aboliu a quarta forma de jogar - que provavelmente ninguém usava mesmo - trocando-a por uma nova, onde o monte de cartas de assunto ficava sobre a mesa, com a face para baixo, e, em sua vez de responder, cada jogador virava a de cima, respondendo sobre o assunto listado (podendo escolher caso fosse mais de um) e marcando um X no bloco caso acertasse, sendo declarado vencedor o jogador que primeiro respondesse corretamente a três perguntas sobre um mesmo assunto. Em 2002, seria a vez da Terceira Edição chegar ao mercado, com 5.445 perguntas totalmente novas, e um novo desenho para o tabuleiro, que agora contava com um "triângulo central" ao invés de um círculo. As regras, porém, eram as mesmas da Segunda Edição.
Junto com a Terceira Edição, foi lançada uma nova versão de Master Júnior, para até quatro jogadores - sendo que o manual dizia que podiam ser quatro equipes, e até mesmo que um jogador podia jogar sozinho. Nesta nova versão, as perguntas não eram divididas em assuntos, mas apenas em três níveis de dificuldade: Nível 1, Nível 2 e Master Desafio. O objetivo do jogo era percorrer todas as dez casas do tabuleiro, respondendo corretamente 6 perguntas de Nível 1, 3 perguntas de Nível 2, e uma pergunta Master Desafio. Cada jogador recebia, no início do jogo, quatro fichas, três verdes e uma azul, devendo descartar uma das verdes cada vez que errasse uma pergunta de Nível 1, e a azul quando errasse uma de Nível 1 ou 2, sendo eliminado do jogo quando errasse uma pergunta de qualquer nível sem ter mais fichas para descartar. Caso um jogador chegasse ao Master Desafio sem descartar nenhuma ficha pelo caminho, poderia descartar todas as quatro caso errasse a pergunta, o que lhe daria uma segunda chance. O vencedor era o jogador que conseguisse responder corretamente ao Master Desafio primeiro, ou o que chegasse mais longe caso ninguém conseguisse, com o número de perguntas corretamente respondidas em sequência servindo como desempate. O novo Master Júnior trazia ainda uma ampulheta, que marcava o tempo limite para que cada jogador respondesse à sua pergunta.
Em 2007, foi lançada a última versão de Master, que não foi vendida, mas podia ser obtida através de promoções do jornal Extra, do cartão Hipercard, e provavelmente de outras empresas. Apelidada de "Mini Master", esta versão, para até quatro jogadores, trazia apenas 495 perguntas e uma nova forma de jogar, onde cada jogador só usava uma cartela: a cada rodada, cada jogador devia responder a uma pergunta de um assunto diferente, movendo sua ficha pelas nove casas do tabuleiro caso acertasse. No final de nove rodadas, quando todos os jogadores já tinham respondido sobre os nove assuntos, seria declarado vencedor o que tivesse chegado mais longe.
Trivial PursuitA "versão mini" do Master foi a última porque, mais ou menos na mesma época de seu lançamento, a Grow optou por, ao invés de continuar lançando novas edições de Master, licenciar o Trivial Pursuit, o jogo de Trivia mais famoso dos Estados Unidos, à venda por lá desde a década de 1970. Apesar do princípio ser o mesmo, a mecânica do Trivial Pursuit era bastante diferente. Para começar, havia apenas seis categorias (Pessoas & Lugares, Artes & Entretenimento, História, Variedades, Esportes e Ciências Naturais), sendo o número de jogadores também limitado a seis. Cada um joga com uma peça redonda com seis buraquinhos triangulares, o que a deixa meio parecida com uma pizza. O tabuleiro também é redondo, dividido em 42 casas, com seis "braços" de cinco casas cada indo em direção ao centro. Todos os jogadores saem do centro, e, após jogar um dado, andam um número de casas igual ao resultado, em qualquer direção. Se cair em uma casa marcada com "jogue novamente", o jogador tem direito a jogar novamente; se cair em uma casa colorida, deverá responder a uma pergunta do assunto correspondente à casa. Se acertar, joga o dado novamente, se errar, passa a vez. Seis das casas - as seis de onde saem os "braços" - são de tamanho maior, e possuem um efeito especial: respondendo corretamente à pergunta quando sua peça estiver nela, o jogador ganhará uma pequenina peça triangular da mesma cor da casa, que deverá ser encaixada em um dos espaços da peça que ele usa para jogar. Cada jogador só pode ter uma peça de cada cor encaixada na sua, mas ainda pode cair nas casas grandes e responder corretamente às suas perguntas para continuar jogando. Quando um jogador já tiver todas as seis pecinhas, uma de cada cor, encaixada na sua, deverá retornar ao centro do tabuleiro, sendo declarado vencedor. A Grow chegou a lançar duas versões do jogo por aqui, o Trivial Pursuit Master, tradicional, e o Trivial Pursuit Edição Família, onde as perguntas eram divididas em para adultos e para crianças, permitindo que pessoas de diferentes faixas etárias jogassem juntas.
Acontece que a Hasbro, que fabrica o Trivial Pursuit original, decidiu ela mesma fabricar seus jogos no Brasil, revogando a licença da Grow. Para não ficar sem um jogo de Trivia em seu catálogo, ela poderia ter lançado uma quarta edição de Master. Mas, ao invés disso, optou primeiramente por lançar um jogo novo, chamado Quest.
Recentemente (2020) a Grow lançou o novo Master, uma decepção cultural para todos aqueles que acompanharam a "carreira" deste jogo que fez história no Brasil.  O declínio do nível das perguntas  infelizmente depõe contra a marca e contra a própria história deste trivia. 